# American LaFrance Type 31

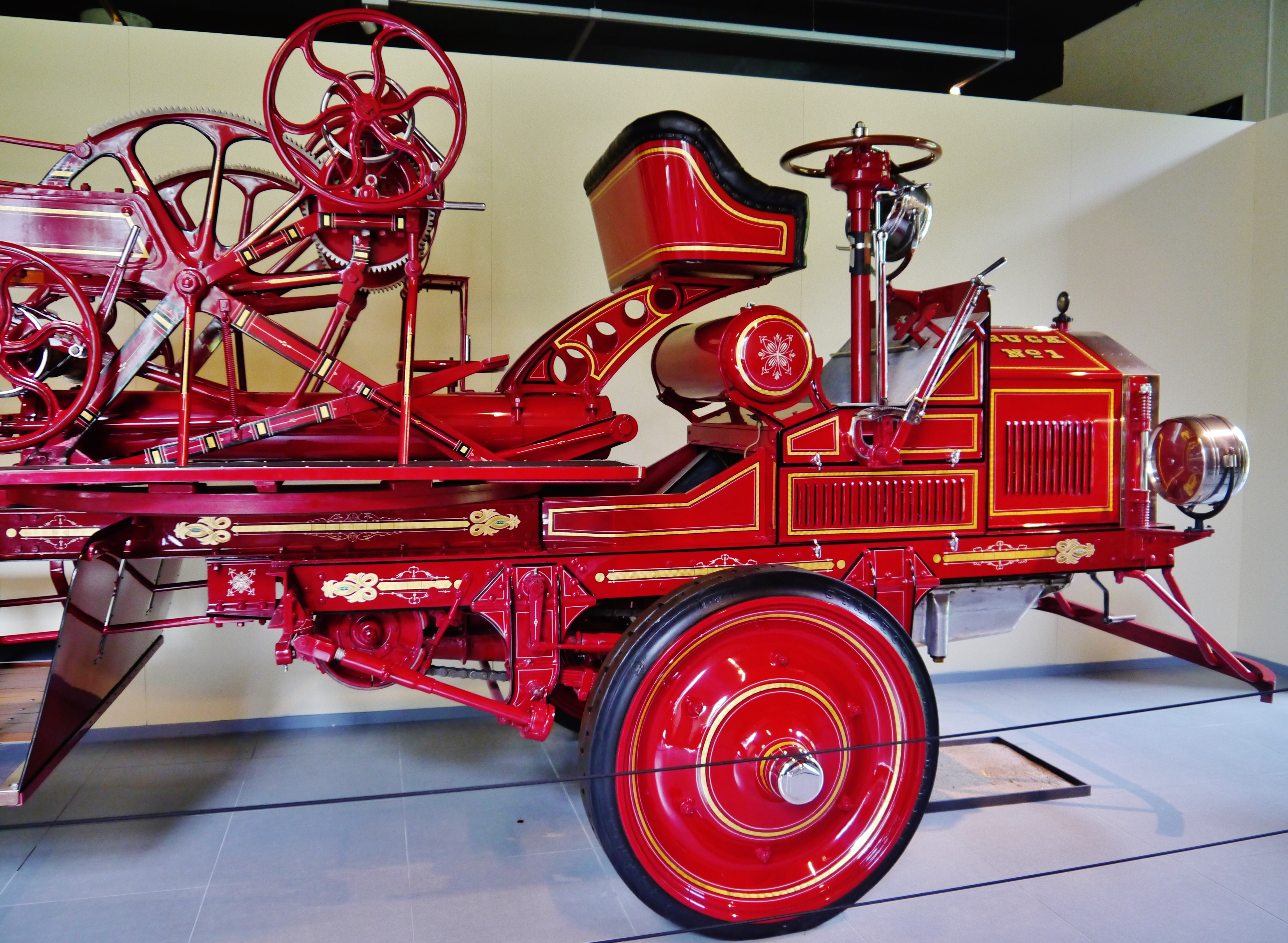
Die angetriebene Vorderachse

Der American LaFrance Type 31 war ein Lastkraftwagen bzw. Feuerwehrfahrzeug. Hersteller war American LaFrance aus den USA.

## Beschreibung
Die Produktion lief von 1913 bis 1929.
Eine Variante bestand aus einer Vorderachse mitsamt Motor und Antrieb. Damit wurden pferdegezogene Wagen zu Kraftfahrzeugen. Für 1914 ist die letzte Dampfpumpe überliefert, die auf diese Weise motorisiert wurde.
Andererseits entstanden aber auch komplette Fahrzeuge. Sie hatten ebenfalls diese Vorderachse und somit Frontantrieb.
Zur Wahl standen Vier- und Sechszylindermotoren. Der Vierzylindermotor hatte 5,5 Zoll (139,7 mm) Bohrung, 6 Zoll (152,4 mm) Hub und 9344 cm³ Hubraum. Er leistete 75 PS.
Ein erhaltenes Feuerwehrauto von 1922 steht im Louwman Museum in Den Haag. Ein weiteres von 1919 war 2008 im Hall of Flame Fire Museum in Phoenix ausgestellt.